# Sidney Greenslade

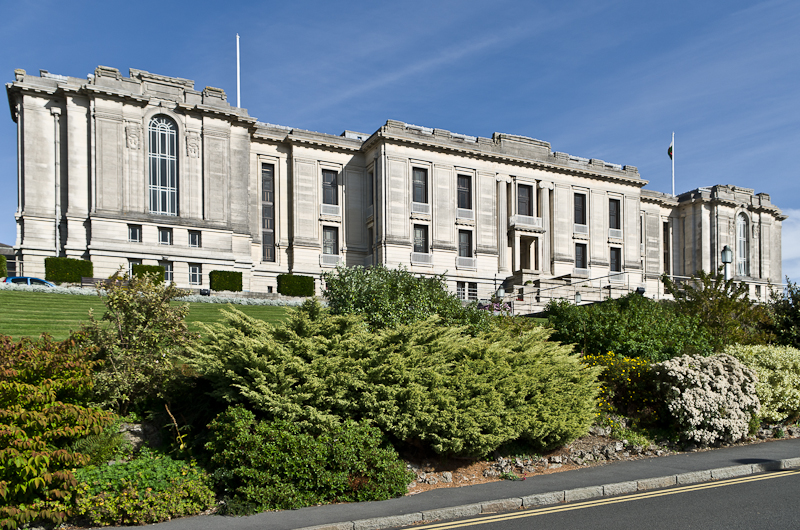
Fachada oeste de la Biblioteca Nacional de Gales, diseñada por Greenslade.

Sidney Kyffin Greenslade (1867–1955), nacido en Exeter, fue el primer arquitecto de la Biblioteca Nacional de Gales, situada en Aberystwyth. Mientras se encontraba trabajando en el diseño del edificio, recibió una oferta de las hermanas Davies de Gregynog para convertirse en conservador del Museo de las Artes y las Manualidades del Colegio Universitario de Gales.